# Sant Pere de Bellmunt
Sant Pere de Bellmunt és una església del poble de Bellmunt, al municipi de Talavera (Segarra) inclosa a l'Inventari del Patrimoni Arquitectònic de Catalunya.

## Descripció
L'església parroquial de Sant Pere està situada al centre de la vila, aïllada de qualsevol edificació. Aquest edifici s'estructura a partir d'una nau, creuer i un campanar situat al costat esquerre de la seva capçalera. A la façana principal hi trobem totes les seves obertures, que destaquen per un curiós treball dentat amb carreus de pedra. La porta d'accés és d'arc de mig punt i presenta una doble disposició. A la seva part inferior, una porta de fusta de doble fulla, d'estructura allindanada on s'adhereix una creu i uns travessers de ferro forjat. A la part superior, un timpà de marbre on hi ha esculpit, al seu interior, un sant Pere i les lletres "Sant Pere de Bellmunt", tot fent referència al Sant o advocació què va adreçada aquesta església; on també ens apareix l'any 1957. Per sobre d'aquesta porta d'accés i coronant la façana principal hi trobem tres petites obertures, allargassades, d'arc de mig punt i placatge de marbre al seu interior.
El campanar presenta els cantells amb un bisellament acabat amb punta ambdós extrems, quatre ulls amb estructura d'arc apuntat i cornisa esglaonada. Aquest campanar està coronat per una estructura amb forma d'arcs apuntats que es creuen. La teulada de la nau és a doble vessant i les capelles del creuer, a un vessant i finalment es disposa un ràfec de maó amb disposició esglaonada que ressegueix tot el perímetre de l'església. L'edifici ha estat molt remodelat amb el pas del temps.

## Història
Durant l'època medieval sant Pere de Bellmunt formava part del bisbat de Vic.
El lloc estigué inclòs dins la senyoria de Santa Coloma de Queralt fins al segle xiii, que passà a dependre del monestir de Montserrat, jurisdicció sota la qual es mantingué fins a començaments del segle xix.
L'església parroquial fou visitada pel Bisbe de Vic Antoni Pasqual l'any 1685 i consta que llavors tenia annexa la capella de Sant Jaume de Rocamora. La parròquia de Sant Pere es mantingué dins el bisbat de Vic fins a l'any 1957, en què s'integrà dins la diòcesi de Solsona.
Actualment l'edifici no conserva cap element d'època romànica.